# Ő (латиниця)

«Ő» на угорській клавіатурі.

Ő, ő (О з подвійними акутом) — літера розширеної латинської абетки, котра використовується в угорській і є там 27-ю літерою абетки. Позначає подовжене угорське Ö — [øː]. Іноді цей символ також використовується у фарерському почерку замість ø, як видно на малюнку нижче

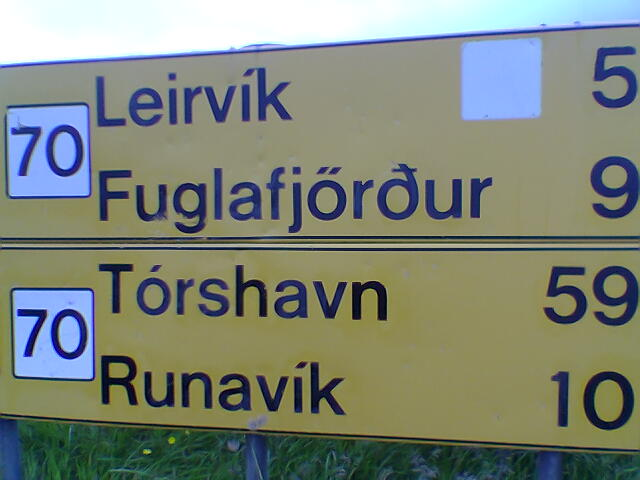